# سليم بيبودي
سليم بيبودي (بالإنجليزية: Selim Peabody)‏ هو رياضياتي أمريكي، ولد في 1829، وتوفي في 1903.